# سباق طواف فرنسا 1972
سباق طواف فرنسا 1972 من سلسلة سباقات سباق طواف فرنسا. أقيم هذا السباق في تاريخ Jule 1-22، 1972 على 20+Prologue, including four split stages مراحل. بعد مرور 108 ساعة و17 دقيقة و18 ثانية وبعد طي 3846.6 كم بمتوسط 35.418 كم في الساعة فاز بالميدالية الذهبية إيدي ميركس من بلجيكا، فيما حصد فليتشي غيموندي من إيطاليا الميدالية الفضية، وكانت الميدالية البرونزية من نصيب رايموند بوليدور من فرنسا.

## الميداليات
| ذهب                 | فضة                      | برونز                   |
| إيدي ميركس - بلجيكا | فليتشي غيموندي - إيطاليا | رايموند بوليدور - فرنسا |